# Тварини-людожери

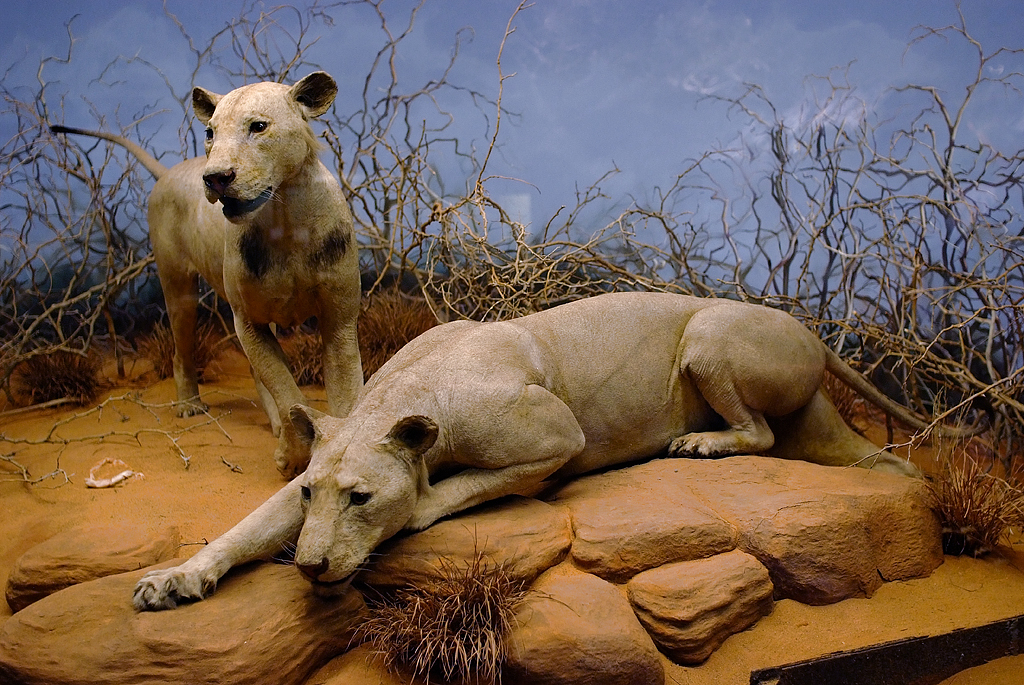
Леви-людожери з Цаво в Музеї природної історії ім. Філда у Чикаго

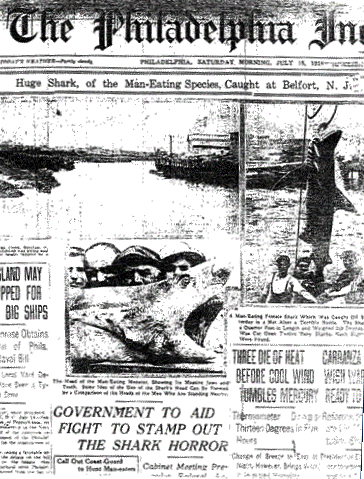
Газета «The Philadelphia Inquirer» повідомляє про напад акули-людожера біля узбережжя Нью-Джерсі, 1916 рік

Людожери — тварини, які здатні не тільки напасти на дорослу людину, але при нагоді також з'їсти її. Тварини, які нападають на людину тільки випадково і в складі великої групи (наприклад, піраньї), і тварини, що вбивають людей, але не поїдають їх в силу своїх харчових звичок (наприклад, травоїдні), не вважаються людожерами. Комахи (наприклад, воші) і взагалі членистоногі (наприклад, кліщі), які харчуються людською кров'ю і тканинами, — також не називаються людожерами, а вважаються паразитами.
Серед наступних груп тварин зустрічаються тварини-людожери:
- Великі акули: біла акула, акула-бик, тигрова акула, довгокрила акула.
- Рептилії: справжні крокодили, алігатор американський, чорний кайман, а також комодський варан і великі пітони.
- Котячі: в основному тигри, леви і леопарди.
- Собачі: вовки, в ряді випадків можуть бути небезпечні шакали і койоти.
- Гієни: особливо плямисті гієни і смугасті гієни.
- Ведмежі: бурий ведмідь, білий ведмідь.

Тварини-людожери не живуть в антропогенному середовищі, тому інциденти відбуваються здебільшого у віддалених і близьких до дикої природи місцевостях. Причиною конфлікту між людиною і твариною, яка часто перебуває під захистом держави, може бути утиск останньої у своєму природному середовищі існування.
Іноді люди, в оточенні яких живуть потенційні тварини-людожери, усвідомлюючи повсякденну загрозу для життя і необхідність впоратися з ситуацією, розвивають релігійні вчення (тотемізм, реінкарнація).
Людське суспільство, як правило, вимагає пошуку і вбивства тварини-людожера, жертвою якого стала людина. У випадку з котячими та ведмежими, які, як правило, уникають зустрічі з людиною, це обґрунтовано підвищеною небезпекою повторення інциденту. Представників інших груп тварин вбивають в цій ситуації, як правило, з помсти. Крім цього, для членів деяких релігійних груп має значення отримати назад тіло загиблої тварини для проведення ритуалу поховання.

## Відомі тварини-людожери

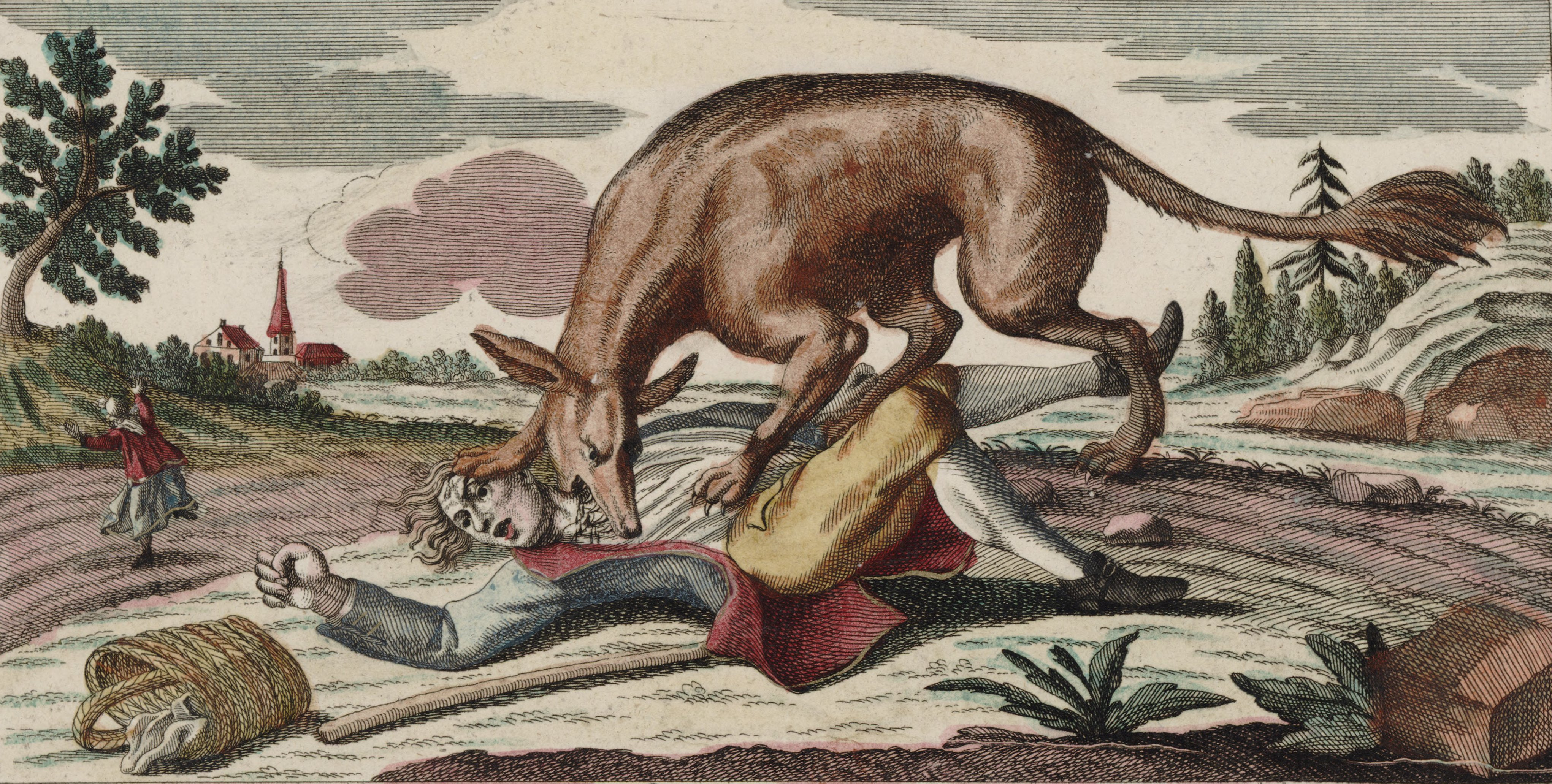
Гравюра із зображенням жеводанського звіра

- Жеводанський звір — тероризував населення провінції Жеводан з 1 червня 1764 по 19 липня 1767 р.. Протягом трьох років було скоєно до 250 нападів на людей, 119 з яких закінчилися смертями.
- Людожери з Цаво — два леви-людожери, що нападали на робітників в районі річки Цаво (сучасна Кенія) в 1898 році, під час будівництва Угандійської залізниці.
- Мфуве (лев)
- Чампаватська тигриця — бенгальський тигр, вбита в 1907 році відомим мисливцем Джимом Корбеттом. Як стверджується, ця тигриця вбила 436 осіб в Непалі та індійському регіоні Кумаон.
- Крокодил на прізвисько Густав — великий самець нільського крокодила, який проживає в Бурунді. Він сумно відомий тим, що є людожером, і тільки за останні кілька років убив більше 200—300 осіб біля берегів річки Рузізі і північних берегів озера Танганьїка. Живий і сьогодні.
- Буджан Сенан
- Леопард із Рудрапраяґа — самець індійського леопарда, який убив і з'їв щонайменше 125 осіб в районі округу Рудрапраяґ (на території сучасного індійського штату Уттаракханд).
- Двопалий Том — величезний алігатор, мешкав в болотах на кордонах Алабами і Флориди, у двадцятих роках 20 століття.
- Кесанаке — бурий ведмідь, який здійснив ряд жорстоких вбивств в селищі Санкебетсу на острові Хоккайдо (Японія).
- Інцидент з бурим ведмедем в Санкебецу